# VERITAS (우주선)
VERITAS(Venus Emissivity, Radio Science, InSAR, Topography, and Spectroscopy)는 금성 궤도선으로, NASA와 JPL이 계획한 탐사선이다. 목표는 고해상도의 금성 표면 사진을 보내는 것이다. 그 외 목표로는 금성 지질 탐사, 충돌 역사, 화산 연구, 금성의 지각활동, 물의 존재 여부, 금성 표면의 퇴적 등을 연구하는 게 이 탐사선의 목표다.

## 역사와 제작배경
Suzanne Smrekar의 연구팀이 디스커버리 13으로 2015년 제안하였고, JPL이 디자인 예산을 4억 5000만 달러 배정했다. 이후 2015년 9월 30일, 디스커버리 13과 14의 후보 5개 중 하나로 뽑혔다. 그러나 루시와 프시케가 뽑히며 계획은 무산되었다. 그리고 취소된지 조금 지난 2017년 이와 비슷한 금성 기원 탐사선이 뉴 프론티어 계획에 제출되었다(그러나 이 탐사선도 취소되었다).
VERITAS는 2019년 디스커버리 프로그램에서 다시 제안되었다. 2020년 2월 13일, 가능성이 있는 탐사 중 하나로 선정되었다. 2021년 6월 2일 다빈치+와 함께 다음 탐사 임무 중 하나로 선정되었다. 각 임무에는 약 5억 달러의 자금이 지원되며, 2031년 6월 이후 발사할 예정이다.

## 과학장비
VEM:적외선으로 금성 표면을 탐사하는 게 목표인 탐사선이다. 장착한 이유는 가시광선으로는 금성의 표면을 볼 수 없기 때문이다. 독일 항공우주 센터가 제작할 예정이었다.
VISAR:합성 개구 레이다로, 금성의 표면을 탐색할 예정이었다.